# Uncinocythere neglecta
Uncinocythere neglecta är en kräftdjursart som först beskrevs av Westervelt och Eugene N. Kozloff 1959.  Uncinocythere neglecta ingår i släktet Uncinocythere och familjen Entocytheridae. Inga underarter finns listade i Catalogue of Life.